# 佛尔克
佛尔克（德語：Alfred Forke，1867年1月12日—1944年7月9日），又译为伏尔克，德国汉学家。
佛尔克出生于德国舍宁根（Schöningen），1890年至1893年间担任德国驻华使馆翻译学生。此后又在使领馆任翻译。1903年起，出任柏林东方语学院（Seminar für Orientalische Sprachen）教授。1923年后任汉堡大学教授。1944年在汉堡逝世。